# Uttarkashi (dystrykt)
Uttarkashi – jeden z trzynastu dystryktów indyjskiego stanu Uttarakhand. Znajduje się w dywizji Garhwal. Powierzchnia tego dystryktu wynosi 8016 km². Stolicą dystryktu jest miasto Uttarkashi. 

## Położenie
Na zachodzie graniczy z dystryktem Dehradun, od północy ze stanem Himachal Pradesh, od wschodu z Chinami i dystryktem Chamoli a na południu graniczy z dystryktami: Rudraprayag i Tehri Garhwal.